# Dreamfields Festival

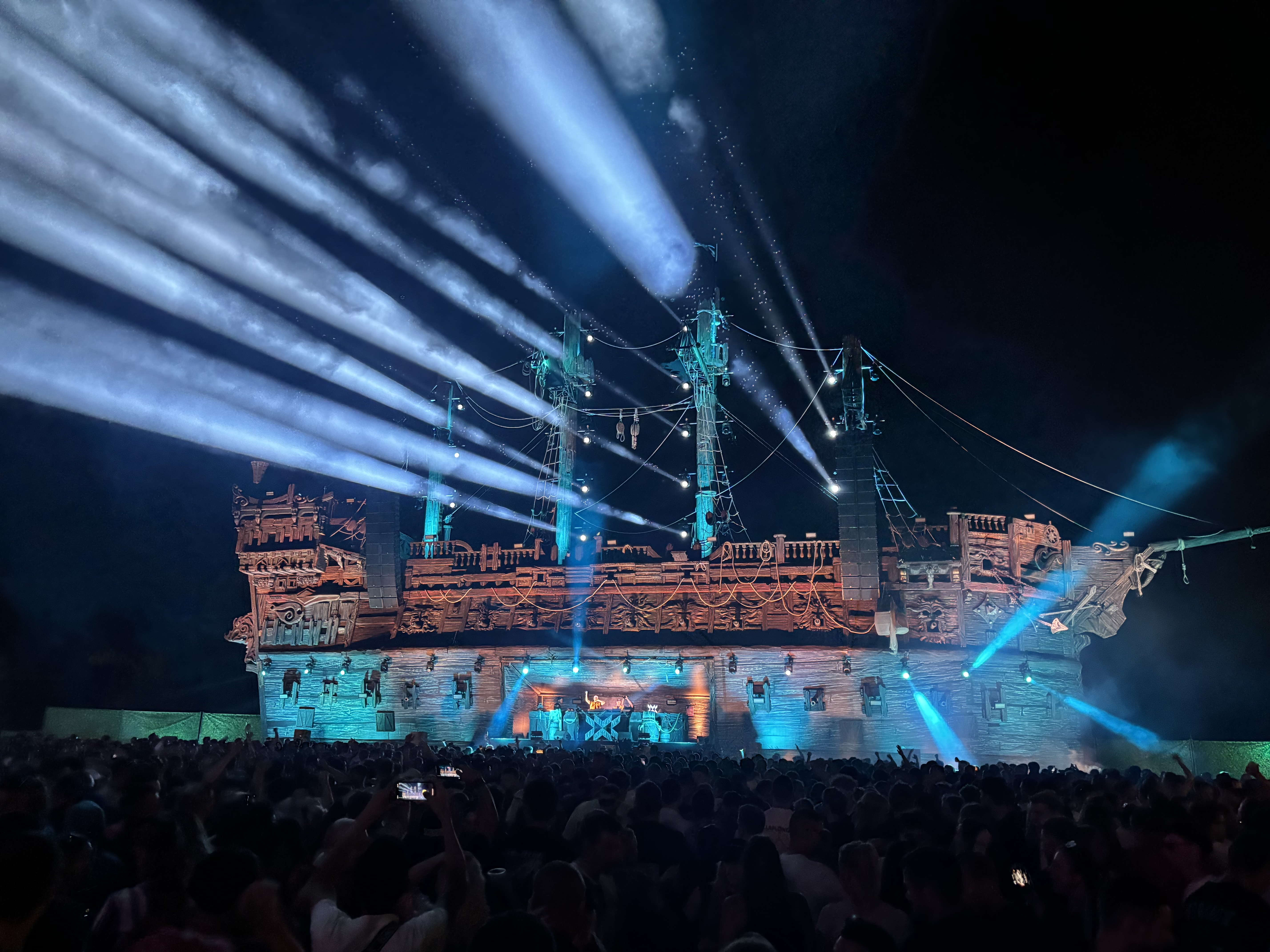
Dreamfields Festival in 2025

Das Dreamfields ist ein mittlerweile wieder eintägiges Musikfestival der elektronischen Tanzmusik, welches jährlich in Zevenaar, Niederlande stattfindet.
Das Festival wurde 2011 erstmals am Ufer des Sees Lathumse Plas in Lathum in der Gemeinde Zevenaar, Provinz Gelderland mit 9000 Besuchern an vier Bühnen abgehalten. Organisatoren waren die Clubbetreiber The Matrixx. Es vergrößerte sich zum zweitägigen Event mit sechs Bühnen und insgesamt 30.000 Zuschauern.
2014 und 2015 gab es eine Festival-Version auf Bali, Indonesien. Seit 2018 gibt es eine Version in Zapopan, Mexiko.
Während der Corona-Pandemie ist das Festival entfallen und kam 2022 als eintägiges Festival zurück. Seit 2023 wird dies fortgesetzt und auch 2025 wird wieder eintägig.

## Künstler (Auswahl)
Hardwell, Nicky Romero, Nervo, Bingo Players, Martin Garrix, Steve Aoki, Showtek, Marshmello, Timmy Trumpet, Lucas & Steve uvm.